# Riksväg 70
Der Riksväg 70 ist eine schwedische Fernverkehrsstraße in Uppsala län, Västmanlands län und Dalarnas län.

## Verlauf
Die Straße zweigt bei Enköping vom Europaväg 18 ab und verläuft in nordwestlicher Richtung durch Avesta, Hedemora, Borlänge (von Borlänge bis Djurås gemeinsam mit dem Europaväg 16), Leksand (bis Mora am See Siljan entlang), Rättvik und Mora, wo sie den Europaväg 45 kreuzt, und weiter über Älvdalen, Särna und Idre zur Grenze nach Norwegen, jenseits derer sich die Straße nach Drevsjø in der Provinz (fylke) Hedmark fortsetzt.
Die Länge der Straße beträgt rund 430 km.

## Geschichte
Die Straße trägt, zunächst nur für den Abschnitt bis Mora, ihre Bezeichnung seit dem Jahr 1962.